# Isaías Samakuva
Isaías Samakuva (ur. 8 lipca 1946 w Kunji, w prowincji Bié) – angolski polityk, lider największej opozycyjnej partii UNITA (União Nacional para a Independência Total de Angola). 
Samakuva wstąpił do partii UNITA w 1974. W 2003, po śmierci Jonasa Savimbiego, został wybrany liderem UNITA. W latach 1989–1994 oraz od 1998 do 2002 był oficjalnym ambasadorem partii UNITA w Europie.